# 조반니 안드레아 도리아
조반니 안드레아 도리아(이탈리아어: Giovanni Andrea Doria) 또는 자나드레아 도리아(이탈리아어: Gianandrea Doria)는 제노바 공화국 출신 이탈리아 해군 제독이다. 도리아가의 일원으로서, 조반니는 제르바섬 해전과 레판토 해전에서 활약했다.

## 생애
도리아는 제노바 공화국의 귀족 가문에서 태어났다. 그는 도리아 가문의 잔네티노 도리아의 아들로, 도리아가 6살 때 사망했다. 그는 종조부 안드레아 도리아에 의해 가족의 갤리선을 지휘하도록 선택되었다.
그는 1555년 제노바 함대의 제독이 되어 1560년 제르바섬 해전에서 신성 동맹의 연합 기독교 함대를 지휘했고, 피얄레 파샤가 이끄는 오스만 제국군이 전투에서 승리했다. 조반니의 군대가 참패를 당했을 때 그는 간신히 목숨을 건졌다. 이로 인한 스트레스와 수치심으로 나이든 안드레아 도리아가 죽고 말았다.
조반니는 또한 1571년 레판토 해전에 참여하여 신성 동맹으로 알려진 기독교 연합군의 우익을 지휘했다. 전투 중에 조반니는 신성 동맹의 전열에 틈이 생기는 것을 허락했고, 오스만 제국의 오치알리는 이것을 이용했다. 많은 역사학자들은 조반니가 전열에 틈이 생기게 한 것에 대해 비판했고, 일부 역사학자들은 그것을 비겁한 행위로 묘사하기까지 했다. 이 전투는 결국 신성 동맹에 의해 승리를 거두었고, 해상에서 오스만 제국이 처음으로 패배하는 신호탄이 되었다. 조반니는 전투에서 그의 행동을 정당화하기 위해 보고서를 작성했다. 레판토 해전 이후 1573년, 돈 후안 데 아우스트리아와 조반니는 튀니스를 점령하였다.
도리아는 산티아고 기사단장이었으며 투르시의 후작이자 멜피 대공이기도 했다.